# Mauritânia romana

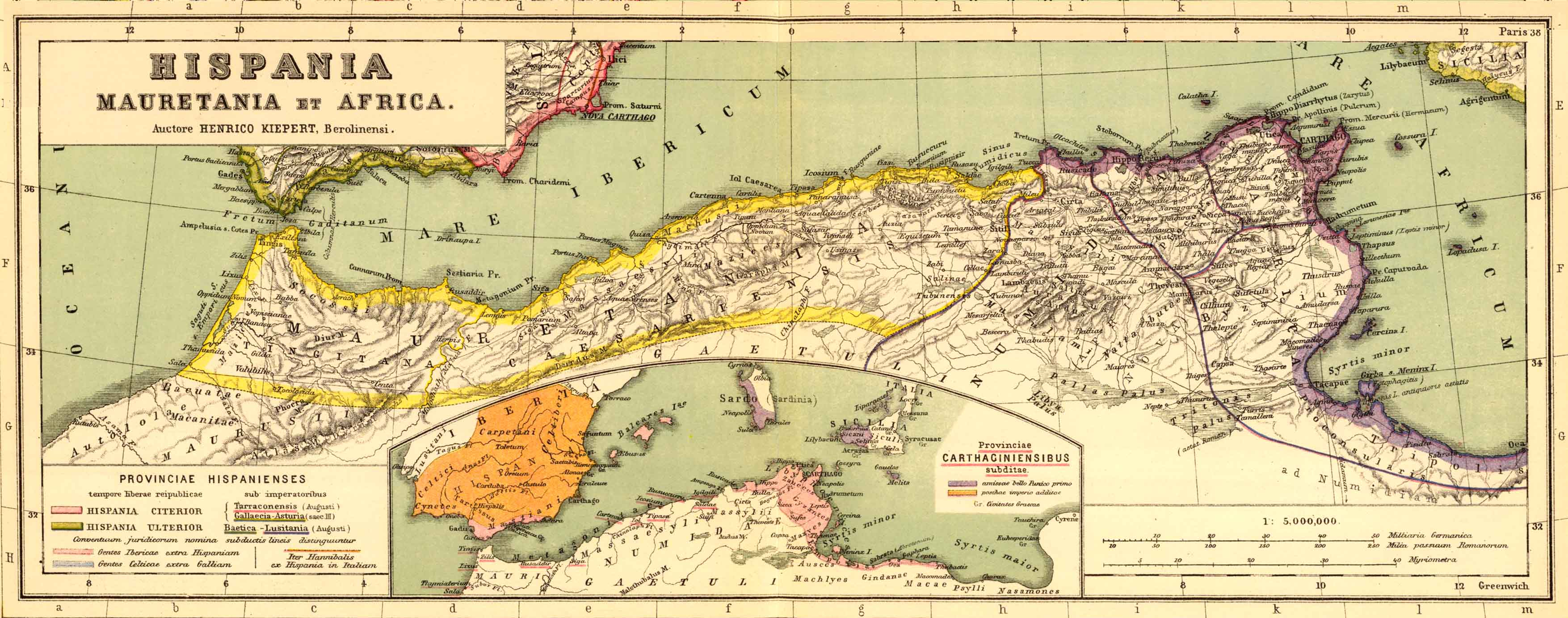
Mauritânia romana em amarelo.

Mauritânia era o nome antigo da região que corresponde à costa mediterrânea dos modernos estados de Marrocos, Argélia ocidental e as cidades espanholas de Ceuta e Melilha. Na região floresceu um reino berbere a partir do século III a.C. que tornou-se um reino cliente dos romanos em 33 a.C. Toda a região foi incorporada ao Império Romano quando Ptolemeu da Mauritânia morreu sem herdeiros em 40 d.C.
Na década de 430, a região foi tomada pelos vândalos e só foi reconquistada pelas forças do general bizantino Belisário em 533. Depois disso, houve um período de fraco controle central no qual a Mauritânia foi praticamente independente. A província foi definitivamente perdida quando os omíadas conquistaram todo o Magrebe por volta de 698. Em 743, os berberes derrotaram os omíadas durante a Revolta Berbere, reconquistaram sua independência e fundaram muitos reinos muçulmanos na região até 1912, quando a França e a Espanha conquistaram a região, apesar da feroz resistência. Em 1956, a região reconquistou sua independência e corresponde ao moderno estado do Marrocos.

## Reino da Mauritânia
A Mauritânia era um reino tribal dos mauros na costa mediterrânea do norte da África a partir de pelo menos o século III a.C. A costa havia feito parte dos domínios de Cartago desde antes do século IV a.C., mas o interior sempre foi controlado pelas tribos berberes, que se assentaram na região durante o início da Idade do Ferro.
Rei Atlas foi um lendário rei da Mauritânia a quem se atribui a invenção do globo celeste. O primeiro rei histórico conhecido dos mauros é Bagas, que reinou durante a Segunda Guerra Púnica. Os mauros mantinham estreitos contatos com o Reino da Numídia e Boco I (fl. 110 a.C.) era sogro de Jugurta da Numídia.
A Mauritânia tornou-se um reino cliente do Império Romano em 33 a.C. e os novos senhores colocaram Juba II da Numídia no trono da Mauritânia e, quando ele morreu em 23 d.C., seu filho, educado em Roma, Ptolemeu o sucedeu. Contudo, Calígula mandou matá-lo em 40 d.C. e Cláudio anexou o reino quatro anos depois, organizando uma província imperial em seu território.

### Reis da Mauritânia
Os reis conhecidos da Mauritânia são:
| Imagem | nome     | reinado                        | observações                                                                                |
| ------ | -------- | ------------------------------ | ------------------------------------------------------------------------------------------ |
|        | Bagas    | fl. 225 a.C.                   |                                                                                            |
|        | Boco I   | c. 110 – ca. década de 80 a.C. |                                                                                            |
|        | Boco II  | 49 – ca. 33 a.C.               | em conjunto com Bogudes                                                                    |
|        | Bogudes  | 49 – ca. 38 a.C.               | em conjunto com Boco II                                                                    |
|        | Juba II  | 25 a.C. – 23 d.C.              | rei cliente romano                                                                         |
|        | Ptolemeu | 20 – 40                        | último rei da Mauritânia; começou como co-governante com Juba II; assassinado por Calígula |

## Província romana
No século I, o imperador Cláudio dividiu a província da Mauritânia em duas, a Mauritânia Cesariense e a Mauritânia Tingitana, com o rio Mulucha separando as duas a aproximadamente 60 km a oeste de Orão. A Tingitana, chamada assim por causa de sua capital, Tingis (moderna Tânger), corresponde ao norte de Marrocos incluindo os enclaves espanhóis. A Cesariense, que também recebeu seu nome por causa da capital, Cesareia, abrangia a Argélia central e ocidental até Cabília.
Da região saiu pelo menos um imperador romano, o equestre Macrino, que tomou o trono depois do assassinato de Caracala em 217, mas que foi depois derrubado e executado por Heliogábalo no ano seguinte.
Depois da reforma de Diocleciano em 293, a Mauritânia foi novamente dividida, desta vez em três províncias por causa da separação da pequena região de Sitifense da Mauritânia Cesariense para formar a nova Mauritânia Sitifense, com capital na cidade de Sítifis.
A Notitia Dignitatum (circa 400) ainda as menciona, duas delas sob a autoridade do vigário da Diocese da África, o duque e presidente provincial da Mauritânia e Cesariense (dux et praeses provinciae Mauritaniae et Caesariensis), ou seja, um governador de estatuto de homem espectável que também detinha o alto posto militar de "duque", o comandante de oito comandantes das unidades de fronteira, cada um chamado de prepósito do limite (praepositus limitis): columnatense (columnatensis), vidense (vidensis), prepósito do limite inferior (praepositus limitis inferioris; a fronteira sul), fortense (fortensis), muticitano (muticitani), audiense (audiensis), caputcelense (caputcellensis) e augustense (augustensis). Um presidente era o governador da Sitifense.
E, sob a autoridade do vigário da Diocese da Hispânia, um conde dos assuntos militares (comes rei militaris) da Tingitana, também um vir spectabilis, encarregado dos seguintes comandantes fronteiriços (limitanei): prefeito da ala hercúlea (praefectus alae herculeae) em Tamuco, tribuno da coorte secundária da Hispânia (tribunus cohortis secundae hispanorum) em Duga, tribuno da coorte primeira hercúlea (tribunus cohortis primae herculeae) em Aulucos, tribuno da coorte primária dos itureus (Tribunus cohortis primae Ityraeorum) em Castrabarense, outro tribuno da coorte em Sala, tribuno da corte pacacianense (tribunus cohortis pacatianensis) em Pacaciana, tribuno da coorte terciária dos ástures (tribunus cohortis tertiae asturum) em Tabernas e tribuno da coorte friglense (tribunus cohortis friglensis) em (e, aparentemente, também a partir de) Friglas. A ele também estavam subordinadas três unidades de cavalaria extraordinárias: equestres escutários seniores (equites scutarii seniores), equestres sagitários seniores (equites sagittarii seniores) e equestres corduenos (equites cordueni). Adicionalmente, havia ainda um presidente, que era o governador civil da Tingitana.

### Sés episcopais
As sés episcopais da província da Mauritânia Sitifense e que aparecem no Anuário Pontifício como sés titulares são:
- Acúfida (Cafrida)
- Aras na Mauritânia (Ksar-Tarmounth)
- Assava (Hammam-Guergour)
- Asuoremixta
- Castelo na Mauritânia (ruínas de Aïn-Castellou?)
- Cedamusa (perto dos Montes Fdoulès)
- Celas na Mauritânia (Kherbet-Zerga)
- Cova (Ziama Mansouriah)
- Eminenciana
- Equizeto (Lacourbe, Ouled Agla)
- Fico (na região de El-Ksar or Djemâa-Si-Belcassem)
- Flumenpiscense (ruínas de Kherbet-Ced-Bel-Abbas?)
- Gegi
- Ierafi (no vale do Bou-Sellam?)
- Lemelefa (Bordj-Redir)
- Lemfocta (entre Ticlate e Mlacu)
- Lesvi
- Macri
- Macriana na Mauritânia
- Maronana (ruínas de Aïn-Melloud?)
- Mediana dos Zabúnios (Medjana)
- Molicunza (ruínas de Makou?)
- Monte na Mauritânia (ruínas de Henchir-Casbalt?)
- Mopta (ruínas de El-Ouarcha?)
- Murcona

## Antiguidade Tardia

Reino Vândalo em 526. Os vândalos expulsaram os romanos, mas não conseguiram dominar efetivamente a região interior das províncias, o permitiu que as lideranças berberes locais reassumissem o controle de grandes partes da Mauritânia

### Reinos mouro-romanos
Durante a crise do terceiro século, partes da Mauritânia foram reconquistadas pelos berberes. O controle romano passou a se restringir a umas poucas cidades costeiras (como Septem, na Tingitana, e Cherchell na Cesariense) no final do século III.
Fontes históricas sobre os eventos no interior são escassas, mas, aparentemente, a região passou a ser governada por monarcas nativos que, porém, mantinham ainda uma certa medida da cultura romana, incluindo nas cidades, e reconheciam a suserania dos imperadores romanos. Uma inscrição de Altava, na Argélia ocidental, um destes monarcas, Masuna, se intitula rex gentium Maurorum et Romanorum ("rei dos povos mouros e romanos"). A mesma cidade foi depois a capital de um outro monarca, Garmul ou Garmules, que resistiu ao domínio bizantino na África, mas que foi finalmente derrotado em 578. O historiador bizantino Procópio menciona também mais um outro, Mastigas, que controlou a maior parte da Mauritânia Cesariense na década de 530.

### Reino Vândalo
Os vândalos conquistaram toda a região nas décadas de 420 e 430. A cidade de Hipona caiu em 431, depois de prolongado e intermitente cerco (inclusive o cerco de 430, durante o qual morreu Santo Agostinho), e Cartago também, em 439. Teodósio II enviou uma expedição para tentar expulsar os invasores em 441, mas a frota não passou da Sicília.
O Império Romano do Ocidente, comandado por Valentiniano III, firmou a paz em 442 e confirmou-lhes o controle sobre toda a África Proconsular, que incluía a Mauritânia. Pelos próximos noventa anos, a região permaneceu sob firme controle vândalo, que só foram expulsos na Guerra Vândala de 533-534 conduzida por Belisário, quando a Mauritânia passou para controle do Império Bizantino (romano).
As antigas províncias da Diocese da África foram preservadas pelos vândalos, mas grandes porções do território nominalmente romano, incluindo quase toda a Mauritânia Tingitana, a maior parte da Mauritânia Cesariense e a Mauritânia Sitifense, grandes porções da Numídia e Bizacena estavam sob controle das tribos berberes, agora chamadas coletivamente de mauros (antecessores dos mouros), um termo genérico para "tribos berberes na província da Mauritânia".

### Prefeitura pretoriana da África
Em 533, o exército romano de Belisário derrotou os vândalos. Em abril de 534, Justiniano proclamou uma lei sobre a organização administrativa de suas novas conquistas, que manteve a antiga divisão da Diocese, mas elevou o governador de Cartago ao supremo posto administrativo de prefeito pretoriano, encerrando assim a tradicional subordinação da Diocese da África à Prefeitura pretoriana da Itália (que, além disso, estava sob comando ostrogodo na época).

### Exarcado da África
O imperador Maurício, em algum momento entre 585 e 590, criou o cargo de exarca, que combinava a autoridade civil suprema do prefeito pretoriano e a autoridade militar do mestre dos soldados (magister militum), o que lhe dava uma considerável autonomia em relação a Constantinopla. Dois exarcados foram criados, um na Itália (o Exarcado de Ravena), e outro na África, baseado em Cartago e incluindo todas as possessões romanas no Mediterrâneo ocidental. O primeiro exarca da África foi o patrício Genádio.
A Mauritânia Cesariense e a Mauritânia Sitifense foram novamente fundidas para formar a nova Mauritânia Prima, enquanto que a Tingitana, agora efetivamente reduzida à cidade de Septem' (Ceuta), foi combinada com as cidadelas da costa espanhola (a efêmera província da Espânia) e as ilhas Baleares para formar a Mauritânia Secunda.
O exarca da África manteve o controle desta última, que não passava de minúsculos entrepostos no sul da Espanha cercados pelos visigodos. O último deles caiu por volta de 624 e a Secunda ficou reduzida à cidade fortificada de Septem. A região foi posteriormente devastada pelo Califado Omíada durante a conquista muçulmana no século VII, encerrando definitivamente o controle romano-bizantino na região. A maior parte do território da antiga Mauritânia Cesariense tornou-se parte da província islâmica mais ocidental, chamada de "Magrebe".